# Arczil Lortkipanidze
Arczil Lortkipanidze (ur. 7 maja 1970 w Tbilisi) – gruziński szermierz.

## Życiorys
Uczestniczył w Letnich Igrzyskach Olimpijskich w 1996. Odpadł w 1 rundzie, przegrywając pojedynek z Jean-Paulem Banosem.